# Chest (revista)
Chest es una revista médica científica publicada por el Colegio Estadounidense de Cirujanos del Tórax que centra sus intereses en los padecimientos del tórax y en otros temas relacionados (neumología, cardiología, cirugía del tórax, trasplante de órganos, vías respiratorias, padecimientos respiratorios, medicina de urgencias, etc.). El factor de impacto es de 8.308 en 2019. La revista tiene una circulación de 21,000 copias. El actual (2021) editor en jefe es Peter J. Mazzone (Cleveland, Ohio)

## Resumen e indexación
La revista está indexada en:
- Academic OneFile
- Academic Search
- BIOSIS Previews
- CAB Abstracts
- Chemical Abstracts
- CINAHL
- Current Contents/Clinical Medicine
- Current Contents/Life Sciences
- Elsevier BIOBASE
- Embase
- Global Health
- Index Medicus/MEDLINE/PubMed
- Science Citation Index
- Scopus
- Tropical Diseases Bulletin

## Métricas de revista
2022
- Web of Science Group : 9.41
- Índice h de Google Scholar: 302
- Scopus: 4.552

En 2024 la revista se sitúa en quinto lugar dentro de la categoría de "Neumología" en Google Scholar